# Catherine Kang
Catherine Seulki Kang est une pratiquante de taekwondo centrafricaine née en Corée du Sud le 25 septembre 1987. Elle a participé aux Jeux olympiques d'été de 2012 dans l'épreuve féminine des moins de 49 kg.  Elle était le porte-drapeau de l'équipe de la République centrafricaine lors de la cérémonie d'ouverture. Le 8 août, elle a été battue au tour préliminaire contre la croate Lucija Zaninović.